# Richard Carpenter
Richard Lynn Carpenter (New Haven, 15 ottobre 1946) è un compositore statunitense.

## Carriera
È conosciuto soprattutto come membro del duo musicale The Carpenters, costituito con la sorella Karen. Nel gruppo è stato attivo come produttore discografico, pianista, compositore e talvolta autore.
Nato nel Connecticut, si è spostato insieme alla famiglia in California nel 1963. Qui ha cominciato a lavorare come musicista assieme a Frank Pooler e John Bettis. Nel 1965 crea il Richard Carpenter Trio con la sorella e l'amico Wes Jacobs. Nel 1967 milita nel sestetto Spectrum, anche in questo caso insieme alla sorella e a John Bettis.
Nel 1969 inizia la storia dei The Carpenters, andata avanti fino al decesso della sorella (1983). Nel 1987 ha realizzato un album dal titolo Time, a cui collaborano numerosi artisti come Dusty Springfield, Dionne Warwick e Scott Grimes. Nel 1998 ha diffuso il suo secondo e ultimo album da solista, intitolato Pianist, Arranger, Composer, Conductor, contenente versioni strumentali della storia dei The Carpenters.